# Élargissement du canal de Panama

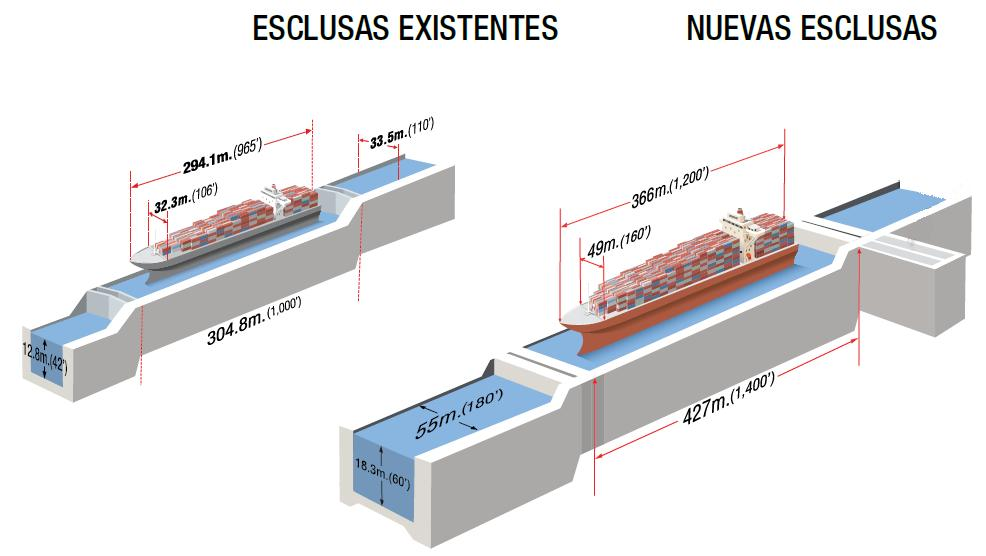
Comparaison entre les anciennes écluses et celles inaugurées en 2016.

L'élargissement du canal de Panama est un projet qui élargit le canal de Panama beaucoup plus qu'aucune autre expansion depuis sa construction. L'autorité du Canal de Panama proposa celui-ci après des années d'étude. Le président panaméen Martín Torrijos présenta le plan le 24 avril 2006, et les citoyens panaméens l'approuvèrent dans un référendum national le 22 octobre 2006. Le projet double la capacité et permettra plus de trafic. Il est aussi connu sous le nom du projet du troisième jeu d’écluses. Il est inauguré le 26 juin 2016 après 9 ans de travaux.
Le projet crée une nouvelle route le long du Canal avec un nouvel ensemble d'écluses.
Les détails du projet comprennent les éléments suivants :
- La construction de deux systèmes d'écluses - un du côté de l'Atlantique et un autre du côté du Pacifique - chacun avec trois chambres, qui comprendront trois bassins de rétention d'eau ;
- L'excavation de nouveaux canaux d'amenée pour les nouvelles écluses et l'élargissement des canaux de navigation existants.
- L'approfondissement des canaux de navigation et l'élévation du niveau maximal d'exploitation du lac Gatun[2].

## Résultats du référendum
Comme le dispose la Constitution panaméenne, tout projet d'élargissement du Canal doit être approuvé par le Cabinet, l'Assemblée nationale et par un référendum. Le 14 juillet, l'Assemblée nationale approuva unanimement la proposition. De plus, l'assemblée passa une loi mandatant un référendum national sur l'élargissement. Le référendum a eu lieu le 22 octobre 2006, le premier dimanche 90 jours après l'adoption à l'assemblée.  
Le tableau suivant montre le résultat officiel du scrutin donné par le tribunal électoral du Panama.

## Historique
Depuis les années 1930, toutes les études approfondies sur le canal ont conclu que la plus efficiente et la plus efficace alternative pour augmenter la capacité du canal est la construction d'un troisième jeu d'écluses, avec des dimensions plus grandes que les écluses construites en 1914. Ainsi en 1939, les États-Unis initièrent la construction d'écluses conçues pour permettre le passage des navires marchands ou des navires de guerre tels le projet de cuirassés de la classe Montana (280,57 m de long, un maître-bau de 36,88 m et un tirant d'eau de 11 m), dont les dimensions excèdent la taille des écluses existantes. Les travaux commencent le 1er juillet 1939 pour un montant maximum limité par le Congrès des États-Unis à 99 millions de dollars, ils auraient dû être terminés en 1945. 
Fin mai 1942, après que l'excavation ait avancé de façon significative, les Américains suspendirent le projet du troisième jeu d'écluses à cause du déchainement de la Seconde Guerre mondiale
Dans les années 1980, la commission tripartite formée par le Panama, le Japon, et les États-Unis se remirent à l'ouvrage, et comme les Américains en 1939, ils déterminèrent qu'un troisième jeu d'écluses avec des bassins plus grands était la solution la plus appropriée pour augmenter les capacités du canal.
Au cours de son histoire, le canal n'a cessé de se transformer et de s'ajuster aux conditions du marché et aux technologies du transport maritime. De cette manière, le canal est parvenu à augmenter sa compétitivité de façon constante. 
Le projet de création d'un canal concurrent au Nicaragua a précipité l'organisation d'un référendum sur l'élargissement du canal. Le président panaméen Torrijos dans son discours du 24 avril 2004, a déclaré que « pour le dire de manière imagée, le canal est comme notre “pétrole”. Seulement que le pétrole qui n'a pas été extrait n'a pas de valeur, et dans l'intention de l'extraire vous devez investir dans l'infrastructure ; le canal nécessite d'élargir ses capacités pour absorber la demande croissante des cargos, et générer plus de richesse pour les panaméens ».
Avec l’accroissement de la demande, le canal reste en position d’élément stratégique du commerce maritime mondial. Cependant, l’augmentation de la taille des navires montre la nécessité de changements à apporter au canal pour qu'il garde sa part de marché. On estima qu'en 2011, 37 % des porte-conteneurs étaient trop gros pour le canal actuel. La capacité maximale actuelle, moyennant quelques améliorations mineures, est estimée entre 330 et 340 millions de tonnes par an ; cette capacité devait être atteinte entre 2009 et 2012. Près de 50 % des navires transitant actuellement par le canal utilisent déjà la largeur maximale des écluses.

### Projet d’un troisième ensemble d’écluses

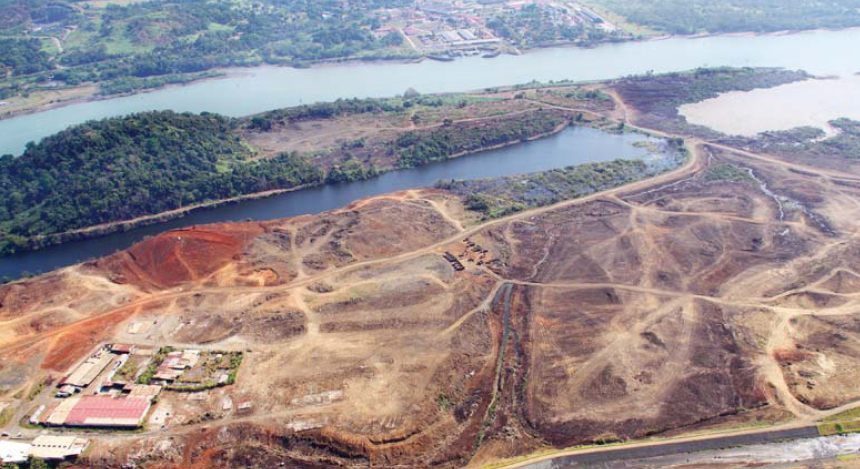
Travaux en 2010.

C'est un groupement d'entreprises mené par l'entreprise espagnol Sacyr Vallehermoso, l'italien Salini Impregilo, le belge Jan de Nul et le panaméen Constructora Urbana réuni dans le GUPC - Grupo Unidos por el canal (groupe uni pour le canal), qui réalise les travaux après avoir remporté l'appel d'offres le 8 juillet 2009 devant deux autres consortiums avec une offre à 3 118 880 001 dollars.  
Sa proposition concerne deux nouveaux jeux d’écluses : une à l’est des écluses de Gatún en place, l’autre au sud-ouest des écluses de Miraflores, chacune desservie par un canal d’approche. Chaque ensemble mènerait directement du niveau de la mer au niveau du lac Gatún ; le fonctionnement actuel en deux étapes au niveau des écluses Miraflores / Pedro Miguel ne serait pas reproduit. Les nouvelles écluses comporteraient des portes coulissantes de 57 m de haut et d'un poids de 2 100 tonnes conçues aux Pays-Bas et construites en Italie par Cimolei, doublées par sécurité et faisant donc 4 200 tonnes, et seront longues de 427 mètres, larges de 55 mètres, et profondes de 18,3 mètres, permettant le transit de navires larges de 49 m, d’une longueur de 386 mètres et d’un tirant d’eau de 15 m, correspondant à un porte-conteneurs de 12 000 EVP.
Les canaux d’approche seraient longs de 6,2 km à Miraflores (contournant le lac Miraflores). Chaque canal serait large de 218 mètres, ne permettant le trafic que dans un sens pour les navires nommé « post-Panamax » à l'origine du projet et actuellement « néo-panamax ». Les autres canaux seraient élargis jusqu'à 280 m sur les portions droites et 366 m sur les courbes. Le niveau maximum du lac Gatún serait élevé de 26,7 m à 27,1 m.
Chaque ensemble d’écluses serait accompagné de neuf bassins de réutilisation d’eau, trois par chambre. Chaque bassin ferait environ 70 m de large, 430 m de long et 5,5 m de profondeur. Alimentés par gravité, ils permettraient de réutiliser 60 % de l’eau utilisée pendant chaque transit. Les nouvelles écluses consommeraient donc 7 % de moins d’eau que les actuelles pour un volume presque doublé. L’accroissement de profondeur du lac Gatún et la montée de son niveau maximum pourraient aussi améliorer la capacité de stockage.

### Travaux

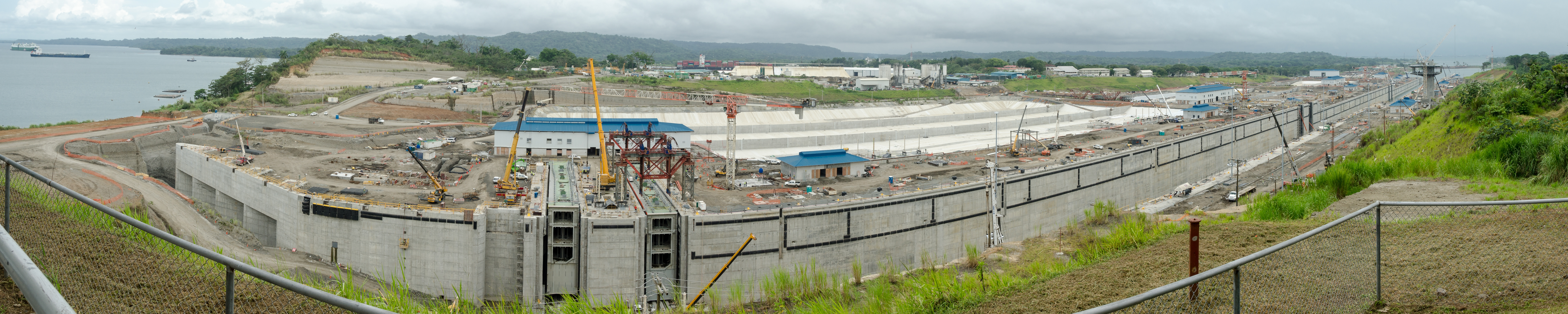
Travaux sur le canal en janvier 2016.

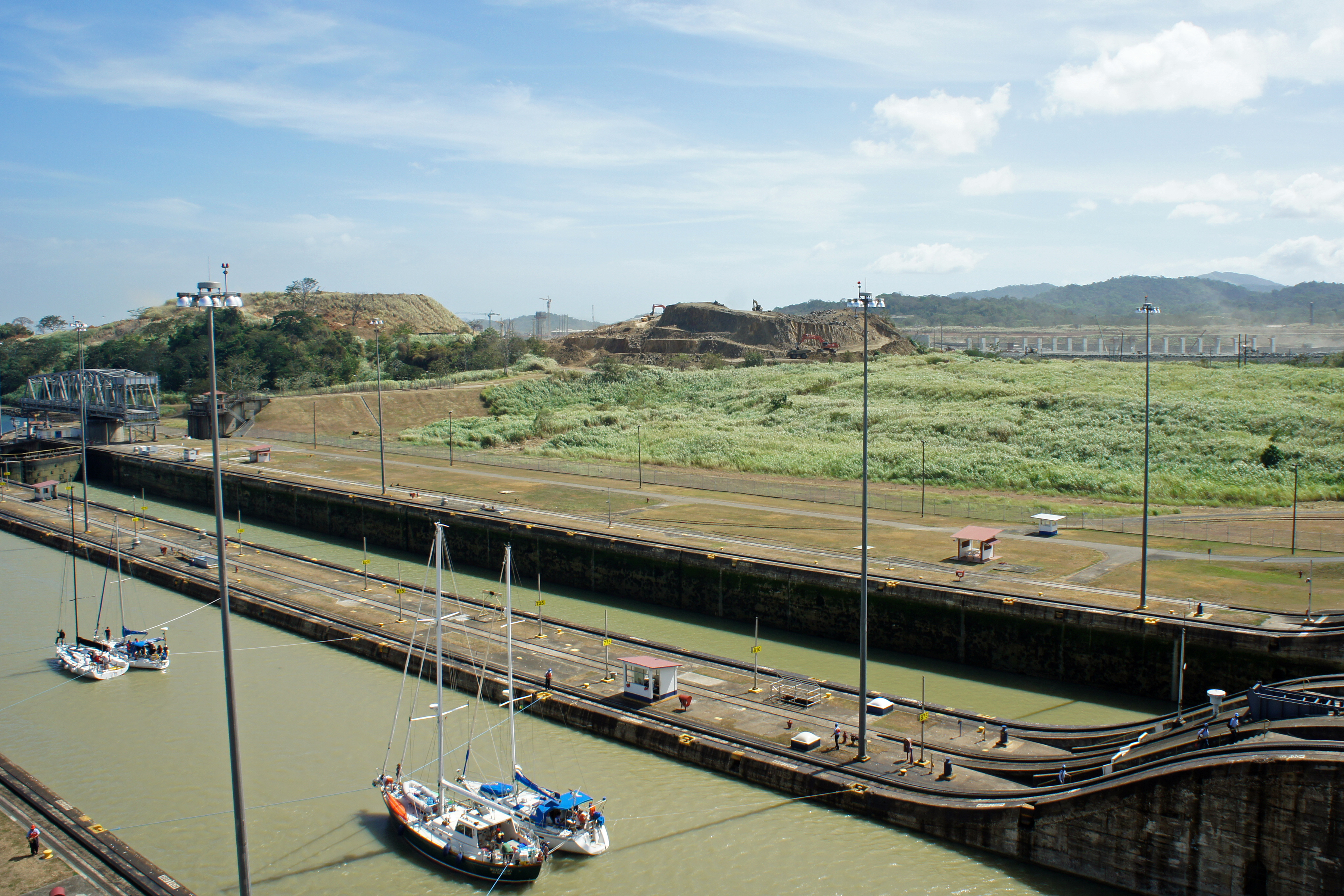
Construction de la troisième écluse à Miraflores en 2015.

Les travaux d'élargissement ont été officiellement lancés le 3 septembre 2007, lors d'une cérémonie à laquelle participaient l'ancien président américain Jimmy Carter ainsi que les chefs d'État du Salvador et du Nicaragua. La première tranche du chantier a été confiée à la société panaméenne Constructora Urbana S.A.
Un troisième pont au dessus du canal est en cours de construction en 2016 vers Colon par l'entreprise française Vinci. Ce sera le plus long tablier construit par celle-ci. Il facilitera le désenclavement de toute la région située à l’ouest du Canal sur la côte Atlantique.
Le coût estimé à l’origine du projet est de 5,25 milliards de dollars américains, il subit une hausse selon plusieurs médias de 3,4 milliards Md$ et 20 mois de retard. Le vice-président du GUPC déclarant que le coût des travaux a été de 5,43 milliards Md$. 
Il permettrait de porter la capacité maximale du canal à 510 millions à 600 millions de tonnes par an en 2025 et autorise désormais la traversée à des bateaux larges de 49 mètres et longs de 366 mètres. Les tarifs seraient toujours calculés sur la base du tonnage et non des écluses utilisées. L’État panaméen compte tripler le milliard de dollars de recettes annuelle que lui rapporte l'infrastructure avant ces travaux.
L’ouverture des nouvelles écluses (prévue à l'origine en octobre 2014) a pris près de deux ans de retard. Côté Atlantique et Pacifique, deux écluses nouvelles permettent depuis juin 2016 d'accueillir des navires plus longs et plus volumineux, avec un transfert plus rapide. Les bassins géants d'écluse mesurent  420 mètres de long, 55 mètres de large et plus de 18 mètres de profondeur. Les portes sont coulissantes, pesant chacune 2 100 t (conçues par des ingénieurs néerlandais et construites en Italie par Cimolei). L'eau douce est en partie recyclée (à 60 %), mais il reste 200 000 m3 d'eau douce perdue vers l'océan à chaque éclusée (pour une prévision de 14 000 bateaux/an).
Les anciennes écluses, qui ont alors plus de 100 ans, seront davantage disponibles pour la rénovation.

### Problèmes
Des litiges survenus entre le GUPC — qui réclamait un surcoût de 1,6 milliard de dollars en 2013/2014 — et l’Autorité du Canal de Panama ont entraîné des grèves. Le blocage dura plusieurs mois. Plus tard, à la mise en eau des écluses du côté pacifique, des fissures sont apparues dans les structures en béton, entraînant des fuites importantes. Un supplément de ferraillage s’est avéré nécessaire, impliquant des travaux importants dans les parois de béton provoquant plusieurs mois de retard. L'ancien mandataire du GUPC Sacyr Vallehermoso est remplacé par l'italien Salini Impregilo qui mènera la négociation et réglera le conflit.
Incertitude quantitative concernant l'eau : l'épisode El Niño de 1998 a induit une période sèche qui s'est traduite par une baisse du niveau du lac Gatún, imposant des restrictions à la navigation. Le transit d’un seul navire demandait 197 millions de litres d’eau douce qui sont ensuite rejetés à la mer. Cette quantité équivaut à la moitié de la consommation quotidienne en eau potable des habitants de la zone du canal. Le canal compte chaque jour le passage de trente-neuf navires et consomme donc près de dix-neuf fois l’eau des habitants. Avec l’élargissement du canal, quarante-neuf navires pourront désormais transiter par la voie d’eau, ce qui augmentera considérablement cette consommation. Les réserves du lac Gatún pourraient un jour être dépassée avec alors une pénurie d’eau pour le canal, mais aussi l'alimentation en eau potable de plusieurs grandes villes. 
Les conséquences socio-environnementales sont maîtrisées selon les porteurs du projet, mais des inquiétudes persistent concernant les effets immédiats ou différés, locaux ou globaux du canal élargi sur l'environnement terrestre et marin. La fragmentation écopaysagère constituée par le canal qui sépare physiquement les deux Amériques, et la mise en connexion des deux océans n'a pas fait l'objet de mesures compensatoires. Des craintes existent concernant les effets sur les réserves d'eau potable et la qualité des eaux superficielles ; les opérations nombreuses de déforestation qui ont précédé les travaux de terrassement ou de creusement des nouveaux bassins ont été sources de nouveaux phénomènes érosifs et de pollution (par turbidité principalement) dont pour des eaux alimentant les lacs Gatún et Alajuela et/ou alimentant les villes de Panama et de Colon. Des bassins permettent le recyclage à 60 % de l’eau du canal à chaque passage d'écluse, mais qui « pourrait provoquer sur le long terme, une augmentation de la salinité du lac Gatún, ce qui aurait des conséquences néfastes pour la faune et la flore locale. Enfin, il faut garder en mémoire qu’un danger existe toujours en matière de pollution accidentelle ou criminelle d’un navire ».

### Inauguration
Le 26 juin 2016, en conclusion de 9 ans de travaux et de près de 5 milliards d'euros investis ayant mobilisé environ 30 000 personnes, environ soixante-dix chefs d'État et de gouvernement, dont le président chinois Xi Jinping, la taïwanaise Tsai Ing-wen, la chilienne Michelle Bachelet et l'épouse du vice-président des États-Unis Jill Biden, assistent à la cérémonie d'ouverture. 
Le porte-conteneurs Andronikos de l’armateur chinois COSCO, rebaptisé Cosco Shipping Panama pour l'occasion, a été tiré au sort pour effectuer le premier passage officiel le jour de l’inauguration et paiera 600 000 dollars (environ 530 000 euros) de taxes de transit. Le vraquier maltais Le Baroque de la compagnie suisse SwissMarine mandaté pour tester la nouvelle écluse d’Agua Clara avait franchi le nouveau canal en premier lors des essais le 9 juin 2016.